# 卡比亚泰
卡比亚泰（義大利語：Cabiate），是意大利科莫省的一个市镇。总面积3.2平方公里，人口7340人，人口密度2293.8人/平方公里（2009年）。ISTAT代码为013035。